# Globos de Ouro de 2024
A 28.ª edição dos Globos de Ouro ocorreu a 29 de setembro de 2024, no Coliseu dos Recreios, em Lisboa. Foi apresentada por Clara de Sousa, e transmitida simultaneamente pela SIC, uma das duas organizadoras dos prémios - juntamente com a revista Caras - e pela SIC Caras.

## Cerimónia
A 28.ª Edição dos Globos de Ouro foi, pela quarta vez consecutiva, apresentada por Clara de Sousa.

## Nomeados e vencedores[2]

### Cinema
| Melhor filme                               | Melhor filme                                   | Melhor atriz     | Melhor atriz                           | Melhor ator     | Melhor ator                                    |
| Filme                                      | Realizador                                     | Atriz            | Filme                                  | Ator            | Filme                                          |
| Mal Viver/Viver Mal                        | João Canijo                                    | Anabela Moreira  | Mal Viver/Viver Mal e A Semente do Mal | Albano Jerónimo | O Pior Homem de Londres e The Nothingness Club |
| Nomeados                                   |                                                |                  |                                        |                 |                                                |
| Baan                                       | Leonor Teles                                   | Carla Maciel     | Légua                                  | João Arrais     | Nação Valente                                  |
| Nação Valente                              | Carlos Conceição                               | Maria João Pinho | A Sibila                               | Pedro Inês      | Índia                                          |
| Nayola                                     | José Miguel Ribeiro                            | Rita Blanco      | Mal Viver/Viver Mal                    | Rúben Simões    | Vadio                                          |
| Onde Fica Esta Rua ou Sem Antes nem Depois | João Pedro Rodrigues e João Rui Guerra da Mata | Rita Cabaço      | O Vento Assobiando nas Gruas           | Rui Morrison    | Sombras Brancas                                |

### Teatro
| Melhor Peça/ Espetáculo      | Melhor Peça/ Espetáculo | Melhor atriz     | Melhor atriz                   | Melhor ator    | Melhor ator                  |
| Peça                         | Encenação               | Atriz            | Peça                           | Ator           | Peça                         |
| "De Passagem"                | António Pires           | Marina Mota      | "Bravo 2023!"                  | João Vicente   | "Girafas"                    |
| Nomeados                     |                         |                  |                                |                |                              |
| "Blackface"                  | Marco Mendonça          | Antónia Terrinha | "A Omissão da Família Coleman" | João Pedro Vaz | "Tempestade Ainda"           |
| "Girafas"                    | Nuno Gonçalo Rodrigues  | Eduarda Arriaga  | "Girafas"                      | João Reis      | "Longa Jornada para a Noite" |
| "Longa Jornada para a Noite" | Ricardo Pais            | Emília Silvestre | "Longa Jornada para a Noite"   | Ricardo Aibéo  | "De Passagem"                |
| "Tempestade Ainda"           | João Lourenço           | Maria Jorge      | "Remédio"                      | Rúben Gomes    | "Remédio"                    |

### Ficção
| Melhor atriz        | Melhor atriz                | Melhor ator     | Melhor ator   | Melhor Projeto              |
| Atriz               | Projeto                     | Ator            | Projeto       | Melhor Projeto              |
| Margarida Vila-Nova | Matilha                     | Afonso Pimentel | Rabo de Peixe | Rabo de Peixe               |
| Nomeados            |                             |                 |               |                             |
| Helena Caldeira     | Rabo de Peixe               | Albano Jerónimo | Rabo de Peixe | Codex 632                   |
| Inês Aires Pereira  | Erro 404                    | José Condensa   | Rabo de Peixe | Lúcia, a Guardiã do Segredo |
| Márcia Breia        | Lúcia, a Guardiã do Segredo | Paulo Pires     | Códex 632     | Matilha                     |
| Sofia Ribeiro       | Senhora do Mar              | Rodrigo Tomás   | Rabo de Peixe | Senhora do Mar              |

### Música
| Melhor Música                      | Melhor Música           | Melhor Atuação | Melhor Atuação       | Melhor Intérprete  |  |
| Intérprete                         | Música                  | Intérprete     | Atuação              | Melhor Intérprete  |  |
| Ana Lua Caiano                     | "Deixem o Morto Morrer" | Carminho       | Coliseu dos Recreios | Salvador Sobral    |  |
| Nomeados                           |                         |                |                      |                    |  |
| Carolina de Deus e António Zambujo | "Dores de Crescimento"  | Dillaz         | Coliseu dos Recreios | Ana Lua Caiano     |  |
| Miguel Araújo e Os Quatro e Meia   | "Saudade"               | Jorge Palma    | NOS Alive            | Carminho           |  |
| Nuno Ribeiro com Mariza e Calema   | "Maria Joana"           | Slow J         | Meo Arena            | Legendary Tigerman |  |
| Slow J                             | "Tata"                  | The Gift       | Coliseu dos Recreios | Milhanas           |  |

### Entretenimento
| Personalidade do Ano | Personalidade no Digital                  |
| Manuel Luís Goucha   | Guilherme Geirinhas                       |
| Nomeados             |                                           |
| César Mourão         | Ana Garcia Martins ("A Pipoca Mais Doce") |
| Cláudio Ramos        | Joana Marques                             |
| João Baião           | Mariana Cabral ("Bumba na Fofinha")       |
| Vasco Palmeirim      | Nuno Markl                                |

### Humor
| Personalidade do Ano   |
| Ricardo Araújo Pereira |
| Nomeados               |
| César Mourão           |
| Guilherme Geirinhas    |
| Herman José            |
| Joana Marques          |

### Moda
| Personalidade do Ano                 |
| Nomeados                             |
| Ana Duarte                           |
| Béhen – Joana Duarte                 |
| Constança Entrudo                    |
| Luís Pereira                         |
| Manuel Alves e José Manuel Gonçalves |

### Revelação
| Personalidade do Ano |
| Cândido Costa        |
| Nomeados             |
| Ana Lua Caiano       |
| António Castro       |
| Jüra                 |
| Rui Pedro Silva      |

### Prémio Mérito e Excelência
| Prémio Mérito e Excelência |
| Paulo de Carvalho          |